# Ahmad Jamil
Ahmad Sattar oglu Jamilzade (en azerí: Əhməd Səttar oğlu Cəmilzadə; Ereván, 20 de octubre de 1913 - Bakú, 24 de septiembre de 1977) fue un poeta y escritor de Azerbaiyán, miembro de la Unión de Escritores de Azerbaiyán desde 1939.

## Biografía
Ahmad Jamil nació el 20 de octubre de 1913 en la ciudad de Ereván. Su primer poema llamado "Gözel Qafqaz" se publicó  en la revista "Qızıl Gəncə" en el año 1928.
Entre 1930 y 1933 estudió en la Facultad de Literatura de la Universidad Pedagógica Estatal de Azerbaiyán. Después de graduarse de la universidad empezó a enseñar en las escuelas de Shamkir y Ganja. Durante la Segunda Guerra Mundial trabajó en las oficinas editoriales del Cáucaso norte, los periódicos del frente de Crimea. También trabajó como editor en "Azernashr" (1953–1955), consultor en el Ministerio de Cultura de Azerbaiyán (1956–1959), editor de la revista "Azərbaycan" (1959–1960), editor jefe de "Azernashr" (1962–1963), editor en la editorial "Ganjlik" (1964-1967), editor en jefe de la revista "Ulduz". Por sus servicios recibió dos veces la Orden de la Bandera Roja del Trabajo, decreto honorario del Presidium del Sóviet Supremo de la República Socialista Soviética de Azerbaiyán y medallas.
Ahmad Jamil falleció el 24 de septiembre de 1977 en la ciudad de Bakú.